# Western Alliance Bancorporation
Die Western Alliance ist eine Bank mit Sitz in Phoenix, Arizona. Die Bank ist auch bekannt unter dem Namen Western Alliance Bancorp beziehungsweise der Abkürzung WAL. 2022 lag der Umsatz bei 3 Milliarden US-Dollar. Neben Arizona hat die Bank Filialen in den Staaten Nevada, Kalifornien, Virginia, Georgia und Massachusetts. Die Bank vereinigt unter ihrem Dach auch noch folgende Marken: Alliance Bank of Arizona, Bank of Nevada, Bridge Bank, First Independent Bank, Torrey Pines Bank, Alliance Association Bank und Amerihome Mortgage.
Im Zuge der Bankenkrise 2023, welche vor allem Amerikanische Regionalbanken betraf, wackelte zeitweise auch die Western Alliance. Daraufhin kamen Gerüchte in der Presse auf, dass die Bank gegebenenfalls verkauft werde.